# Leonardo Fioravanti (médecin)
Pour les articles homonymes, voir Fioravanti et Leonardo Fioravanti.
 (janvier 2021).
Leonardo Fioravanti, né le 10 mai 1517 à Bologne (États pontificaux, aujourd’hui en Italie) et mort en 1588, est un médecin italien de la Renaissance.

## Biographie
Leonardo Fioravanti fut à la fois chirurgien, médecin, alchimiste et exerça son art avec un grand succès dans les principales villes d'Italie.
Né à Bologne le 10 mai 1517 de Gabriele Fioravanti et Margarite, il fut baptisé en la Cathédrale Saint Pierre. Sa famille avait des relations avec les célèbres architectes Fioravante, Bartolomeo et Aristote. Il obtient le premier degré en médecine de Naples et le second le 27 mars 1568 à Bologne. Il est capable de comprendre le monde avec ses découvertes pharmaceutiques, le traitement médical efficace et important, la chirurgie effectuée avec succès à la limite du miracle. Il a été anobli par le roi d'Espagne. Il commence à exercer sa profession à Bologne et ultérieurement dans de nombreux autres grandes villes italiennes et rencontre beaucoup de succès malgré un caractère assez anormal au sein de la médecine ; en fait, c'était un des rares disciples de Paracelse, tandis que, dans son pays étaient des idées prédominante galéniques et ses expériences inédites ont mené à plusieurs œuvres de chirurgie et de la mise en œuvre de certains médicaments, y compris le « Baume Fioravanti » utilisé pour contrer l'empoisonnement de l'arsenic.
Parmi les diverses villes où il a exercé sa profession, à Palerme mène la première intervention de Splénectomie enregistrée sur le territoire italien, avec un résultat positif.
Leonardo Fioravanti avait un intérêt particulier pour les voyages et de nouvelles cultures, en Europe les intéressés et en Espagne et  1551  il rejoint l'armée espagnole vers l'Afrique où, en tant que médecin, il travaille en alternant les opérations de routine et plus exceptionnelles comme la chirurgie plastique, hydrothérapie  et opérations pour les maladies de la peau, ou intestinales.

## Baume de Fioravanti
Son nom est resté associé à un baume de son invention qui a été employé contre les rhumatismes et les névralgies. Ce baume  appelé Alcoolat de Fioravanti obtenu par la macération de nombreuses plantes  dans l'alcool : cannelle , myrrhe, baies de laurier, bois d' aloès, gingembre, girofle, muscade, galanga, zédoaire, feuille de dictame de Crète, Galbanum, styrax, résine élémi, térébenthine de mélèze, musc et ambre gris (recette d'origine) , gomme de lierre et gomme arabique, consoude, etc.
Il fut inscrit à la pharmacopée française jusque 1949.
Le baume de Fioravanti était employé autrefois contre les coliques néphrétiques, dans une infusion diurétique ;  en frictions à l'extérieur, dans les douleurs rhumatismales, ou comme fortifiant dans le rachitisme. On s'en servait  également pour fortifier les yeux. On distillait le baume de Fioravanti dans une cornue, au bain de cendres, et après en avoir retiré toute la partie spiritueuse, ou augmentait le feu de manière à obtenir un liquide huileux, d'une couleur citrine, que l'on nommait « baume de Fioravanti huileux », enfin, en poussant la chaleur jusqu'à brûler en partie le résidu, on obtenait de l'eau et une huile brune nommée « baume de Fioravanti noir ».

## Œuvres
- La Cirurgia

De' capricci medicinali, 1670.

- Compendio di tutta la cirugia, par Pietro Rositini, Leonardo Fioravanti, Lodovico Rositini
- Le Miroir universel des arts et sciences
- des traités de Sciensa universale, Venise, 1564 ;
- Dei Secreti intomo alla rhedecinaj chirurgia, et alchemia, 1571 ;
- Il Tesoro délia vita umana
- Il regimento della Peste
- Del Compendio de i Secreti rationali
- Li capricci medicinali, réédité en 1652